# Szabadszentkirály, Baranya
Szabadszentkirály este un sat în districtul Szentlőrinc, județul Baranya, Ungaria, având o populație de 801 locuitori (2011). 

## Demografie
Componența etnică a satului Szabadszentkirály
     Maghiari (87,3%)
     Romi (9,74%)
     Croați (1,23%)
     Necunoscut (0,74%)
     Germani (0,99%)
     Alții (0,74%)
Componența confesională a satului Szabadszentkirály
     Fără religie (4,87%)
     Reformați (3,75%)
     Necunoscută (90,01%)
     Alte religii (2,62%)
Conform recensământului din 2011, satul Szabadszentkirály avea 801 locuitori. Din punct de vedere etnic, majoritatea locuitorilor (87,3%) erau maghiari, existând și minorități de romi (9,74%) și croați (1,23%). Apartenența etnică nu este cunoscută în cazul a 0,74% din locuitori. Nu există o religie majoritară, locuitorii fiind persoane fără religie (4,87%) și reformați (3,75%). Pentru 90,01% din locuitori nu este cunoscută apartenența confesională.